# Thiern

Wappen von Thiern

Thiern war eine Familie des französischen Adels, die vor allem im 12. Jahrhundert Bedeutung erlangte.

## Geschichte
Laut Père Anselme stammt sie aus der gleichen Familie wie die Vizegrafen von Auvergne, ist also eine jüngere Nebenlinie des Hauses Auvergne. 
Die Vizegrafen von Thiern (bezogen auf Thiers im Département Puy-de-Dôme) erbten die Grafschaft Chalon-sur-Saône und waren auch im Besitz der Herrschaft Montpensier, die durch Heirat dann an das Haus Beaujeu gelangte und später zum Herzogtum erhoben wurde.
Die Familie starb im 15. Jahrhundert aus.

## Stammliste

### Die Vicomtes de Thiern im 10.–12. Jahrhundert
1. Armand I., Vicomte d’Auvergne ; ⚭ Bertilde (siehe Haus Auvergne)
  1. Robert I., Vicomte d’Auvergne, 927 bezeugt
  2. Astorge, 962 bezeugt
  3. Armand II.,
    1. Amblard, Erzbischof von Lyon, 978 bezeugt

  4. Matfred, Seigneur de Thiern, nennt sich Vicomte de Thiern, 927 bezeugt
    1. Guy I., Vicomte de Thiern, † nach 962
    2. Étienne, Vicomte de Thiern, 955 bezeugt; ⚭ Ermengarde, 955 bezeugt
      1. Guy II., Vicomte de Thiern, 1002/16 bezeugt, † um 1031; ⚭ Reclinde, † nach 1048
        1. Théotard, Vicomte de Thiern, † nach 1031
        2. Guillaume I., Vicomte de Thiern, 1048 bezeugt ; ⚭ Ponce
          1. Étienne II., Vicomte de Thiern, 1040 bezeugt, † nach 1060; ⚭ Blanche
            1. Guillaume II., Vicomte de Thiern, † vor 1075 ; ⚭ Adélais de Chalon, † nach 1088, Tochter von Thibaut de Semur, Comte de Chalon (Haus Semur), und Ermengarde
              1. Wandelmode, 1079 bezeugt; ⚭ Humbert II. de Beaujeu, † (1102/03) (Haus Beaujeu)
              2. Guillaume III., Vicomte de Thiern, 1080/88 bezeugt
                1. Guy III., Vicomte de Thiern, † nach 1130 (Nachkommen siehe unten)

              3. Guy, Comte de Chalon, † (1113) (Nachkommen siehe unten)

            2. Étienne, genannt de Muret (Stephan von Muret), * (1044), † 8. Februar 1124, Gründer des Ordens von  Grandmont (Grammontenser), 1189 heiliggesprochen

        3. Étienne, 1016 Bischof von Clermont

      2. Théotard
      3. Gilbert

### Die Vicomtes de Thiern im 12.–14. Jahrhundert
1. Guy III., Vicomte de Thiern, † nach 1130 (Vorfahren siehe oben)
  1. Guy IV., Vicomte de Thiern, 1155 bezeugt
    1. Guy V., Vicomte de Thiern; ⚭ vor 1185 Clemence de Courtenay, Tochter von Peter I. von Courtenay (Haus Frankreich-Courtenay) und Elisabeth, Dame de Courtenay
      1. Guy VI., Vicomte de Thiern, 1236 bezeugt ; ⚭ Marquise de Forez, Tochter von Guigues III. Graf von Forez (Haus Albon)
        1. Chatard, Vicomte de Thiern, † 1259 ; ⚭ I NN ; ⚭ II Brunissend
          1. (1) Marquise, Dame de Buffet ; ⚭ Pierre, Seigneur du Broc, 1273 bezeugt
          2. (2) Guy VII., Vicomte de Thiern, vor 1259 bezeugt, † vor 1301; ⚭ Marguerite
            1. Guillaume IV., Vicomte de Thiern, 1301 bezeugt, † 1311 ; ⚭ Agnes de Maumont, † nach Juli 1321, heiratete in zweiter Ehe 1312 Guillaume Guénand, Seigneur de Bordes
              1. Guillaume, † jung
              2. Contour; ⚭ Humbert Guy, Seigneur de Chabannes
              3. Brunissend ; ⚭ Guillaume Guénand,

            2. Louis, Seigneur de Vollore, † nach 1327 ; ⚭ Isabeau Damas, Tochter von Hugues Damas, Seigneur de Cousan
              1. Guillaume, Seigneur de Vollore et de Montguerlhe, 1350 bezeugt ; ⚭ Agnès de Rochefort, Tochter von Bertrand de Rochefort, Seigneur d’Aurouse
                1. Louis, † ledig
                2. Guy, † jung
                3. Amedé, † jung
                4. Marguerite, Dame de Vollore et de Montguerlhe ; ⚭ Pierre de Besse, Seigneur de Bellefaye, Neffe des Papstes Clemens VI., Bruder des Kardinals Pierre de Besse

              2. Isabeau, Nonne in Courpière
              3. Alix, ⚭ Hugues Damas, Seigneur d’Aubière
              4. Béatrix, ⚭ 1339 Jean Gros, Ritter

            3. Jeanne, ⚭ 1314 Ithier, Seigneur de Bréon et de Merdogne

      2. Étienne, 1248 Seigneur de Vollore (uxor nomine) ; ⚭ NN, Tochter von Albert, Seigneur de Vollore
        1. Guillaume, 1279 Seigneur de Vollore
        2. Guy, 1269 Kanoniker an Saint-Jean in Lyon
        3. Étienne, Seigneur de Maubec

### Die Grafen von Chalon-sur-Saône
1. Guy de Thiern, † (1113), Comte de Chalon (Vorfahren siehe oben)
  1. Guillaume I., Comte de Chalon 1113/71
    1. Guillaume II., † 3. Januar 1203, Comte de Chalon
      1. Béatrix, † 7. April 1227, 1203 Comtesse de Chalon, bestattet in der Abtei La Ferté; ⚭ I um 1186, geschieden 1197/1200, Étienne III., Graf von Auxonne, † 6. März 1241 (Haus Burgund-Ivrea); ⚭ II 1200 Eudes de Barres

    2. Alix ; ⚭ I 1164 Josserand III. le Gros, Seigneur de Brancion et d’Uxelles, † 1190 ; ⚭ II 1108 Ulric de Baugé

  2. Isabelle, † vor 1156 ; ⚭ um 1140, Hugues le Roux von Burgund, † 23. April 1171, Sohn von Hugo II., Herzog von Burgund (Älteres Haus Burgund)
  3. Guy, Seigneur de Montpensier
    1. Agnès, Dame de Montpensier; ⚭ I um 1146 Raymond von Burgund, 1132 Comte de Grignon, † 28. Juni 1156 (Älteres Haus Burgund) ; ⚭ II um 1160 Humbert IV. de Beaujeu, † 1202 (Haus Beaujeu)